# Островский (Пермь)
Островский — микрорайон города Перми. Расположен в Свердловском районе. Микрорайон назван по основной своей магистрали — улице Николая Островского.

## География
Микрорайон расположен между улицей Сибирская и речкой Егошиха. Южная граница - улица Чернышевского, а северная - улица Пушкина. В состав микрорайона входит также Егошихинское кладбище.

## История
Границы микрорайона включают ныне территории, бывшие частью Перми еще в начале XIX века. Так на карте города в 1808 году показано, что южная граница города проходит по черте жилой застройки по улице Ямская (позднее Большая Ямская, ныне улица Пушкина). Таким образом, крайняя северная часть нынешнего микрорайона между улицами Пушкина и Малой Ямской уже в 1808 году входила в состав города. В 1889 году южнее улицы Малой Ямской уже показаны военные казармы и несколько кварталов вдоль улицы Сибирской. Но уже в самом конце XIX века большая часть нынешнего микрорайона была застроена и называлась Старой Слободой. Кроме того, у ручья Стикс размещалась деревенька Евсина (3 двора в 1930 году). Крайняя северо-западная часть микрорайона, прилегающая к улицам Большая Ямская и Сибирская, могла быть к 1917 году отнесена к фактическому центру города. Здесь располагалось здание Земской управы (ныне Педагогический университет). Период между 1917 и 1945 годами большого развития описываемой местности не принес. Можно только отметить первый многоэтажный дом на улице Карла Маркса (ныне улица Сибирская), известный ныне как Дом чекистов. Крайне интересное здание, спроектированное в стиле конструктивизма, ныне находится в аварийном состоянии.
После Великой Отечественной войны вначале получила мощное развитие южная часть микрорайона. В 1956 году здесь появился электроприборный завод (ныне Пермская приборостроительная компания), сделавший свой вклад в жилое строительство в южной части микрорайона. Недалеко от этого завода в 1972 году был организован филиал ВНИИ галургии, ныне ведущее проектное предприятие в калийной промышленности. В 2000-х годах началось коренное преобразование средней части микрорайона в районе улицы Революции. Были снесены несколько кварталов ветхого жилья, построен гигамаркет «Семья», улицу Революции соединили с Мотовилихой мостовым переходом (так называемая Средняя дамба), позднее реконструировали трамвайную линию и возвели несколько современных жилых комплексов. При этом производственная территория Пермской приборостроительной компании сократилась примерно вдвое.
В настоящее время в этой части города практически сформирована зона социального и экономического притяжения для всего города, которая может быть охарактеризована как новый центр. Недостатком микрорайона является крайне низкая степень озеленения микрорайона по сравнению с другими районами города.

## Экономика
Основное предприятие микрорайона - ПАО «Пермская научно-производственная приборостроительная компания», расположенное в южной части микрорайона. Здесь также находятся офисы многочисленных коммерческих фирм и государственных организаций. В микрорайоне построены крупные торговые центры: гипермаркет «Семья» и торговый центр «Радуга».

## Улицы
С запада на восток в меридиональном направлении проходят улицы Сибирская, 25 октября, Максима Горького, Николая Островского, Рабоче-Крестьянская и Веселая. С севера на юг в широтном направлении проходят улицы Пушкина, Малая Ямская, Малышева, Народовольческая, Революции, Швецова, Тимирязева, Красноармейская 1-я, Фонтанная, Белинского и Чернышевского.

## Здравоохранение
Детская клиническая больница им. П. И. Пичугина, «Клинический кардиологический диспансер», городская клиническая поликлиника (на Малой Ямской 10).

## Образование
Высшее образование: Пермский государственный гуманитарно-педагогический университет.
Среднее образование: гимназия № 33, средняя школа № 22.

## Транспорт
Через микрорайон проходят многочисленные маршруты автобусов и трамваев.

## Архитектура, достопримечательности
Улица Сибирская и бульвар им. Советской Армии, сквер у дома Чекистов. Среди архитектурных памятников можно выделить дом Грацинского, Дом чекистов, Главный корпус педагогического университета (бывшая земская управа), здание школы № 22 (бывшее училище для слепых детей), мемориал Уральскому добровольческому танковому корпусу, скульптурная композиция "Разорванное братство", посвященная воинам, погибшим в Афганистане, мемориал "Солдат России", католическая церковь Непорочного Зачатия Пресвятой Девы Марии, Георгиевская церковь (ул. 25 октября, 103) и Егошихинское кладбище с двумя церквями: Успенская и Всех святых.